# Operation Kita
Die Operation Kita (japanisch 北号作戦 Hoku-gō sakusen, dt. Operation Norden) war eine Operation der Kaiserlich Japanischen Marine im Februar 1945 während des Pazifikkriegs im Zweiten Weltkrieg. In dieser Operation wurden die beiden Hybridflugzeugträger der Ise-Klasse und ihre Begleitschiffe vom japanisch besetzten Singapur, wo sie seit November 1944 zusammen mit anderen Einheiten der Kaiserlichen Marine stationiert waren, zurück nach Japan verlegt. Die beiden Schiffe wurden zudem mit Erdöl in Fässern und weiteren kriegswichtigen Materialien beladen, um möglichst viele Rohstoffe ins Heimatland zu schaffen, da die alliierten Schiffe im Pazifik mittlerweile jeden japanischen Konvoi abfangen und versenken konnten. Die Bewegung des Verbandes wurde zwar von den Alliierten entdeckt, er konnte jedoch weder durch U-Boote noch durch Flugzeugangriffe gestoppt werden. Die beiden umgebauten Großkampfschiffe konnten mehreren feindlichen Angriffen ausweichen und erreichten am 20. Februar 1945 Japan. Hierdurch gehörten die beiden Ise-Klasse-Schiffe und ihre Eskorten zu den letzten großen Überwasserschiffen, welche die alliierte Blockade durchbrechen und vor der Kapitulation Japans von Südostasien aus das japanische Festland erreichen konnten.

## Hintergrund
Im Verlauf des Jahres 1944 konnten die Alliierten durch ein Netz aus operativen U-Booten den Nachschub von kriegswichtigem Öl und Treibstoff aus den von Japan besetzten Gebieten Südostasiens nach Japan immer effektiver einschränken und blockieren, wodurch die japanischen Versorgungslinien abgeschnitten und die wirtschaftliche Gesamtlage des Heimatlandes immer weiter verschärft wurde. Da die japanische Kriegsindustrie nicht in der Lage war, ausreichend Handels- und Tankschiffe nachzubauen, begann der japanische Schiffsverkehr in den Gewässern Südostasiens zum Erliegen zu kommen. Wegen der Einschränkung japanischer Aktivitäten in diesen Gewässern nahm die Anzahl der Schiffe der Kaiserlichen Marine ab, die von den in diesem Gebiet operierenden alliierten Marineeinheiten versenkt wurden. Deshalb wurde die Anordnung an alle alliierten U-Boote ausgegeben, bei Angriffen gegen feindliche Einheiten der Versenkung von japanischen Kriegsschiffen Priorität einzuräumen. So wurden im Jahr 1944 unter anderem das Schlachtschiff Kongō, sieben japanische Flugzeugträger, zwei Schwere und sieben Leichte Kreuzer von amerikanischen U-Booten versenkt. Als Ergebnis dieser Abschnürung bezüglich der eintreffenden Rohstoffe ging die japanische Militärführung Anfang 1945 davon aus, dass in Zukunft kein Konvoi, in welchem Tankschiffe liefen, die japanischen Hauptinseln erreichen würde. Daher versuchte die japanische Marine, Erdöl in Fässern auf Frachtschiffen zu transportieren, in der Hoffnung diese würden von den feindlichen Einheiten nicht so schnell angegriffen werden. Parallel hierzu wurden teilweise auch Flugzeugträger und kleinere Eskorteinheiten mit Fässern beladen, um Öl vom zentralen Sammelpunkt der Rohstoffversorgung Südostasiens in Singapur nach Japan zu transportieren.
Am 11. November 1944, wenige Wochen nach der Niederlage in der See- und Luftschlacht im Golf von Leyte und dem darauffolgenden Rückzug der japanischen Flotte in Richtung Heimatland, verließen die beiden 1943 zu Hybridflugzeugträgern umgebauten Schiffe der Ise-Klasse, die Ise und die Hyūga, welche die 4. Trägergruppe der Kaiserlichen Marine bildeten, unter dem Kommando von Konteradmiral Chiaki Matsuda den japanischen Hafen Sasebo, um zu den verbliebenen Marinekräften im Südwestpazifik zu stoßen. Dies geschah einerseits, um die dortigen Einheiten mit zwei neuen Kriegsschiffen zu verstärken und andererseits, um diese beiden großen Schiffe nahe einer halbwegs sicheren Treibstoffquelle wie Singapur zu stationieren. Vor dem Ablegen waren beide Schiffe mit jeweils 910 t Artillerie- und Gewehrmunition beladen worden, welche für die Truppen von Konteradmiral Iwabuchi Sanji in Manila auf den Philippinen gedacht waren. Da zur geplanten Abladezeit Manila unter einer starken alliierten Luftoffensive litt, wurde die Munition am 14. November auf den Spratly-Inseln abgeladen, um später von kleineren Einheiten wie Küsten- und Geleitbooten in die Manilabucht gebracht zu werden. Am 20. November nahmen die beiden umgebauten japanischen Kampfschiffe Kurs auf die Lingga-Inseln, auf denen ein wichtiger japanischer Stützpunkt lag, und kamen dort am 22. desselben Monats an. Da die Alliierten die japanischen Funkcodes bereits Jahre zuvor entschlüsselt hatten, waren sie über die Bewegung der beiden Hybridflugzeugträger informiert und wiesen daher mehrere im Gebiet der Lingga-Inseln stationierte U-Boote an, diese Schiffe zu verfolgen. Dies gelang den amerikanischen Einheiten, jedoch sahen sie von einem Angriff auf die beiden feindlichen Kampfschiffe ab. Den Dezember über wurden beide japanische Schiffe in der Cam Ranh Bay in Indochina stationiert, wodurch sie die Flugabwehrstellungen des Hafens durch ihre 25-mm-Kanonen verstärkten. Am 11. Januar 1945 wurden die beiden Schiffe nach Singapur beordert. Einheiten der 3. US-Flotte, unterstützt durch Flugzeuge der Fast Carrier Task Force, patrouillierten vom 10. bis zum 20. Januar im Südchinesischen Meer, um die Ise und die Hyūga abzufangen.

## Vorbereitungen
Anfang Februar 1945 erhielten die Hyūga, die Ise und einige andere kleinere Begleitschiffe den Auftrag, nach Japan zurückzukehren. Die Operation für diesen Durchbruchsversuch wurde vom Operationsstab der Kaiserlichen Marine in Tokyo Kita (Norden) genannt. Ziel des Verbands der beiden Schlachtschiffe war es nicht nur, nach Japan zurückzukehren, sondern eine möglichst große Menge an wichtigen Rohstoffen durch die alliierte Blockade mitzuführen. Die Begleitschiffe der beiden Großkampfschiffe waren der Leichte Kreuzer Ōyodo, welcher der 4. Trägergruppe zugeordnet wurde, sowie die drei Zerstörer Asashimo, Hatsushimo und Kasumi. Der zusammengefasste Verband aus der 4. Trägergruppe und den drei Begleitzerstörern wurde Abschlussstreitmacht genannt.
Die Schiffe der Abschlussstreitmacht liefen am 6. Februar von den Lingga-Inseln nach Singapur, wo sie am Folgetag damit begannen, im Hafen Nachschubgüter aufzuladen. Kurz vor dem Einlaufen in den Hafen von Singapur fuhr die Ise auf eine von einem alliierten Flugzeug abgeworfene Seemine, erlitt aber nur leichte Beschädigungen am Bug, die während des Hafenaufenthalts notdürftig repariert werden konnten. In Singapur nahm die Hyūga 4.944 Fässer Flugbenzin und 362 Fässer normalen Treibstoff an Bord, darüber hinaus wurden auf ihr 440 malaiische Arbeiter, die auf den nahen Ölfeldern gearbeitet hatten, stationiert. Die Ise bunkerte in ihren Laderäumen insgesamt 5.200 Fässer Flugbenzin und nahm 551 Arbeiter auf. Außerdem luden beide Schiffe jeweils 1.590 t Gummi, 1.590 t Zinn und 180 t andere Metalle. Der Kreuzer Ōyodo wurde mit 110 t Zinn, 64 t Wolfram und 64 t Flugbenzin, 45 t Gummi, 36 t Zink und 18 t Quecksilber beladen, während weitere 130 t Gummi und Zinn auf die drei Zerstörer aufgeteilt wurden.
Da die Alliierten in der Lage waren, den aktuellen japanischen Marinecode PURPLE zu knacken und die meisten feindlichen Funksprüche abfangen konnten, waren sie über die Zusammensetzung der Abschlussstreitmacht, ihre Ladung, ihr Ziel und ihre mögliche Route genau informiert. Der Kommandeur der amerikanischen U-Boot-Verbände im Südwestpazifik, Konteradmiral James Fife Jr., gab dem Abfangen der Hyūga und der Ise die höchste Priorität für seine Einheiten und stationierte 15 U-Boote entlang der vermuteten Route der feindlichen Schiffe. Parallel hierzu wurde auf amerikanischer Seite ein Plan entwickelt, die japanischen Schiffe durch eine koordinierte Aktion der Kampfschiffe der Marine und der Bomber der United States Army Air Forces (USAAF) zu versenken. Zur gleichen Zeit stationierte Admiral Thomas C. Kinkaid, Befehlshaber der 7. US-Flotte, die vier Schlachtschiffe Colorado, Mississippi, Pennsylvania und West Virginia in nordphilippinischen Gewässern, um den alliierten Brückenkopf im Golf von Lingayen auf Luzon vor Angriffen der japanischen Großkampfschiffe aus Singapur zu schützen. Diese potentiell für die Operation Kita gefährlichen amerikanischen Schiffe sollten dort so lange verbleiben, bis die USAAF in der Lage waren, den amerikanischen Brückenkopf auf Luzon durch Luftüberlegenheit zu schützen. Da die USAAF neben dieser noch mit dem Schutz weiterer alliierter Aktionen auf den Philippinen sowie der Bombardierung von Industrieanlagen auf dem japanisch besetzten Taiwan beauftragt war, wurde die schon länger geplante, intensive Jagdkampagne dieser Flugzeuge auf japanische Schiffe im Südchinesischen Meer immer wieder verschoben.

## Fahrt

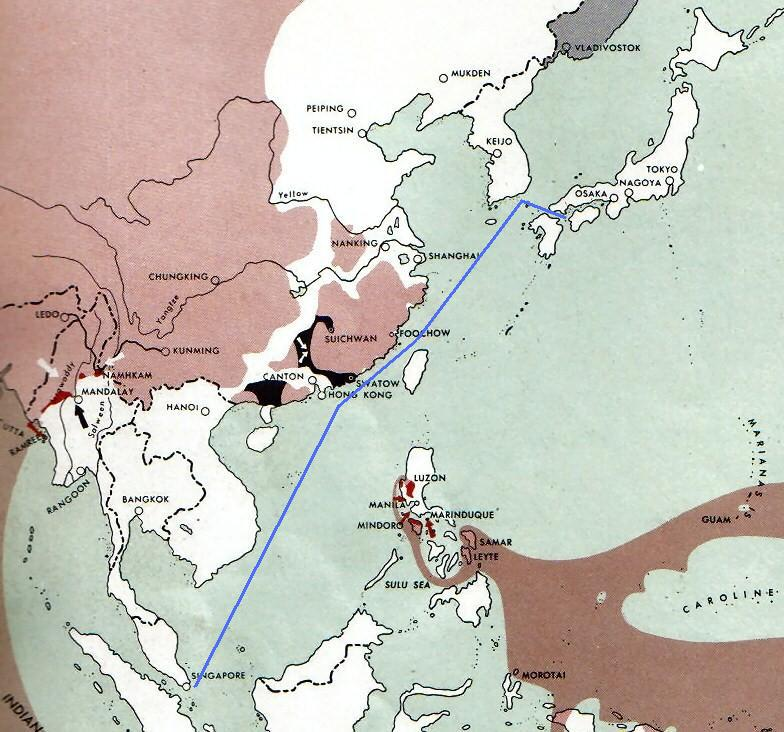
Ungefähre Route der Abschlussstreitmacht (japanisch kontrolliertes Gebiet in Weiß, Alliierte in Rot, Sowjetunion in Dunkelgrau, Ortsnamen auf Englisch)

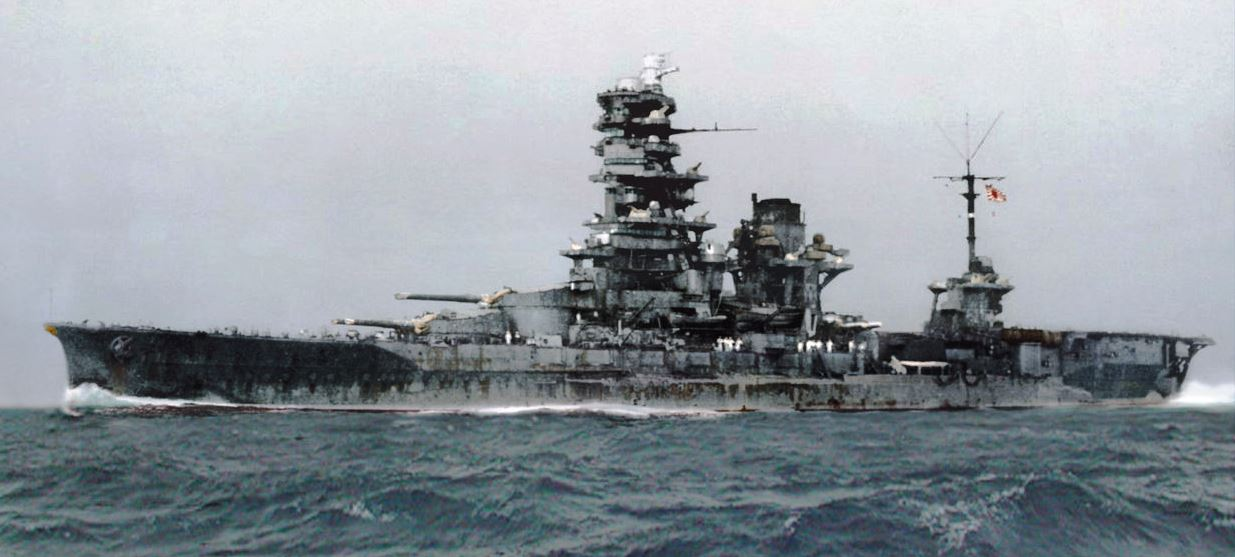
Hyuga

Die Schiffe der Abschlussstreitmacht verließen Singapur am Abend des 10. Februar 1945. Dieser Termin wurde von Admiral Chiaki gewählt, da ab diesem für einen längeren Zeitraum eine Schlechtwetterfront auf der Strecke nach Japan vorhergesagt war und so die Möglichkeit einer Entdeckung und Lokalisierung durch feindliche Aufklärungsflugzeuge minimiert werden konnte. Das britische U-Boot Tantalus, welches die Hafenausfahrt Singapurs überwachte, konnte die Verfolgung des auslaufenden japanischen Verbandes aufnehmen und versuchte die feindlichen Schiffe am Folgetag anzugreifen, musste den Versuch jedoch abbrechen, als es von einem japanischen E13A-Flugzeug angegriffen wurde. Nachdem die Tantalus den Angriffen des feindlichen Wasserflugzeuges erfolgreich entkommen konnte, meldete sie die letzte Position und Fahrtrichtung der japanischen Schiffe an das Hauptquartier von Admiral Fife.
Die vier amerikanischen Schlachtschiffe in den Gewässern um Luzon hatten, ebenfalls am 10. Februar, den Befehl erhalten, zur amerikanischen Basis von Ulithi im Pazifik zurückzukehren, wo sie repariert und auf ihre Rolle während der Invasion Okinawas vorbereitet werden sollten. Nach einiger Überlegung wurden die Schiffe hierfür freigegeben und verließen am 14. Februar philippinische Gewässer, ohne an irgendwelchen Aktionen gegen die Abschlussstreitmacht beteiligt gewesen zu sein.
Im Verlauf des 12. Februar versuchten mehrere amerikanische U-Boote, den japanischen Verband anzugreifen. Um 13:45 Uhr ortete die Charr den feindlichen Verband mittels ihres Radars erstmals in einer Entfernung von 7,8 sm und meldete dies an ihre vorgesetzte Stelle, bei Admiral Fife. Die Charr konnte die japanischen Schiffe nicht angreifen, setzte jedoch zur Verfolgung der Ziele an. Etwa eine Stunde später konnte auch die Blackfinn den Verband orten, diesmal in einer Entfernung von 13 sm. Während der nächsten 14 Stunden versuchten diese beiden Boote, unterstützt von der Flounder, der Pargo und der Tuna erfolglos, sich in eine günstige Schussposition zum feindlichen Verband zu bringen. Die japanischen Eskortschiffe bemerkten die verfolgenden amerikanischen Einheiten nicht. Weiter nördlich von diesen versuchten zeitgleich die drei amerikanischen U-Boote Guavina, Hake und Pampanito in Schussreichweite zu kommen, was ebenfalls nicht gelang. Einige der amerikanischen Einheiten verloren den feindlichen Verband im Laufe des Tages.
Ebenfalls während des 12. Februar entdeckte erstmals ein amerikanisches Flugzeug den japanischen Großkampfschiffverband. Infolgedessen befanden sich von nun an fast ständig amerikanische Aufklärungsflugzeuge in Radarreichweite zu den japanischen Schiffen und meldeten alle Bewegungen der Japaner an ihre vorgesetzten Stellen beim Stab von Admiral Kinkaid, der diese Informationen daraufhin an Admiral Fife weiterleitete. Am Morgen des 13. Februar startete eine Gruppe aus schweren Consolidated B-24 Liberator und 40 mittleren North-American-B-25-Mitchell-Bombern von den Flugplätzen der Inseln Leyte und Mindoro aus, um die japanischen Schiffe durch Angriffe mit Spreng- und Rollbomben zu versenken. Eskortiert wurden diese Bombenflugzeuge von insgesamt 48 North-American-P-51-Mustang-Jägern. Die Flugzeuge befanden sich zwar in der Nähe ihres Zieles, um gemeinsam anzugreifen, konnten jedoch aufgrund einer tief stehenden, geschlossenen Wolkendecke keine feindlichen Schiffe ausmachen. Ein blindes Bombardement aufgrund von Radarortung wurde von Kinkaid in der Folge verboten, da die Gefahr bestand, die verfolgenden alliierten U-Boote zu treffen, da diese nicht immer auf Tauchstation waren. Daher kehrten die amerikanischen Maschinen nach dem erfolglosen Angriffsversuch zu ihren Stützpunkten auf den Philippinen zurück. Am selben Tag verließen jedoch die beiden australischen Zerstörer HMAS Arunta und HMAS Warramunga ihre Position mit Admiral Oldendorfs Flotte im Golf von Lingayen und hielten auf eine Position etwa 260 sm westlich von Manila zu. Dort sollten sie sich in Bereitschaft halten, um die Besatzungen eventuell beim vorhergesehenen Luftangriff auf die Abschlussstreitmacht abgeschossener Flugzeuge retten zu können.
Im Verlauf des 13. Februar versuchten auch weitere alliierte U-Boote, sich in Angriffsposition zu bringen. So wurden die Bergall, Blower und die Guitarro von Admiral Fife entlang der vermuteten Route der japanischen Hybridflugzeugträger und ihrer Eskorten stationiert. Gegen 12:30 Uhr am selben Tag konnte die getauchte Bergall die feindlichen Schiffe sichten und versuchte sich in eine günstige Feuerposition zu bringen. Bei einer Entfernung von etwa 4.400 m feuerte sie insgesamt sechs Torpedos ab, von denen jedoch keiner traf. Die Blower versuchte ebenfalls eines der Schiffe zu treffen, doch von ihren fünf auf die Ōyodo und einen der Hybridflugzeugträger abgefeuerten Torpedos traf ebenfalls keiner sein Ziel. Die beiden U-Boote wurden folglich von den japanischen Eskorten bemerkt und mussten tauchen, um den feindlichen Wasserbombenangriffen zu entgehen. Die USS Bashaw und die USS Flasher, welche die von Admiral Fife am nördlichsten stationierten U-Boote waren, orteten die Abschlussstreitmacht erstmals am frühen Nachmittag des 13. Februar. Gegen 15:15 Uhr sichtete die aufgetauchte Bashaw die Flottille, als sie aus einem Regenschleier herausfuhr. Dabei wurde sie jedoch ebenfalls entdeckt und von einem japanischen Wasserflugzeug angegriffen. Parallel hierzu begannen die Hybridflugzeugträger, das U-Boot aus ihren Hauptgeschütztürmen zu beschießen, was die Bashaw zum Abtauchen zwang. Die in der Nähe befindliche Flasher konnte daraufhin aufgrund der erhöhten Wachsamkeit der Japaner ebenfalls keinen Angriff durchführen und verlor wie alle anderen alliierten U-Boote in dem Gebiet den direkten Kontakt mit ihnen.
Am 14. Februar versuchten die Amerikaner, einen erneuten Luftangriff gegen den japanischen Verband zu fliegen. Da sich die japanischen Schiffe bereits außerhalb der Reichweite der von Leyte gestarteten alliierten Flugzeuge befanden, war der amerikanische Flugzeugverband diesmal kleiner als der am Vortag gestartete und konnte aufgrund tief stehender Wolken erneut kein Ziel ausmachen. In den folgenden Tagen wurden keine weiteren Luftangriffe gegen die beiden Schlachtschiffe mehr gestartet, wodurch die Erfolgsbilanz der USAAF lediglich der Abschuss mehrerer landgestützter feindlicher Jagdflugzeuge und eines Mitsubishi-Ki-57-Transportflugzeugs, welche sich zwischen dem 12. und 14. Februar nahe der japanischen Flottille aufhielten, war. Da keine weiteren Luftangriffe mehr von Admiral Kinkaid geplant wurden, wurden auch die beiden australischen Zerstörer am 15. Februar von ihrer potentiellen Rettungsmission entbunden.
Vizeadmiral Charles A. Lockwood, Oberbefehlshaber der U-Boote der amerikanischen Pazifikflotte, verfolgte die erfolglosen Abfangversuche der Ise und der Hyuga im Südchinesischen Meer und ordnete daher bereits frühzeitig die Stationierung von insgesamt elf U-Booten zwischen der Luzonstraße und Japan an, da er davon überzeugt war, die japanischen Kampfschiffe würden diese Route wählen. Admiral Chiaki wählte jedoch den Weg durch die Formosastraße, wodurch die japanischen Schiffe den von Lockwood stationierten amerikanischen U-Booten entgehen konnten.
Am Abend des 15. Februar erreichten die Schiffe des Verbandes die Matsu-Inseln, und ankerten hier für fünf Stunden. Im Anschluss hieran plante Admiral Chiaki, erst einige Häfen in Korea anzulaufen und dann durch die Kammon-Straße zum wichtigen japanischen Militärhafen von Kure zu gelangen. Um Mitternacht am 15. Februar verließ der kaiserliche Verband die Matsu-Inseln und wurde im Verlauf des 16. Februar streckenweise von den japanischen Zerstörern Kamikaze und Nokaze begleitet. Um 5:07 Uhr desselben Tages sichtete die Rasher die mit etwa 18 kn fahrenden feindlichen Schiffe und feuerte einen Fächer aus insgesamt sechs Torpedos auf eines der Begleitschiffe, von denen jedoch keiner traf. Dies war das letzte Mal, dass eines der amerikanischen U-Boote die Japaner orten konnte, da die restlichen alliierten Einheiten von Admiral Lockwood falsch positioniert worden waren.
Von 21:06 Uhr am 16. Februar bis um 7 Uhr am 18. Februar ankerte die Abschlussstreitmacht schließlich vor Zhoushan, nahe Shanghai, bevor sie Kurs auf den japanischen Militärhafen von Sacheon an der Südküste des japanischen Koreas nahm, wo sie um 16 Uhr am selben Tag eintraf. Sie verließ diese Position um 7 Uhr am 19. Februar wieder und nahm Kurs auf die Insel Mutsurejima, wo sie um 16 Uhr eintraf und wiederum über Nacht ankerte. Um 10 Uhr des 20. Februar erreichte die Abschlussstreitmacht schließlich den japanischen Hafen von Kure, wo die wichtigen Rohstoffe entladen wurden. Diese Schiffe waren damit unter den letzten japanischen Kriegsschiffen, welche noch vor Kriegsende, aus Südostasien kommend, die japanischen Hauptinseln erreichen konnten.

## Folgen
Die alliierten Marinebefehlshaber waren enttäuscht darüber, dass die insgesamt 26 eingesetzten amerikanischen U-Boote die beiden japanischen Schlachtschiffe nicht einmal hatten beschädigen können. Admiral Fife kam zu dem Schluss, dass die unerwartet hohe Geschwindigkeit der Abschlussstreitmacht, das schlechte Wetter und technische Gerätschaften an Bord der japanischen Schiffe, welche sie befähigten die Radarwellen von U-Booten zu registrieren und die feindlichen Einheiten damit zu orten, für den mangelhaften Erfolg seiner operativen Einheiten verantwortlich gewesen seien. In einem Brief an Admiral Lockwood schrieb er, dass das Versagen seiner U-Boote eine „bitter zu schluckende Pille“ und nicht zu entschuldigen sei. In einem Antwortschreiben gestand Lockwood daraufhin, sich zu sehr auf die Geheimdienstmeldungen und die Meldungen von Admiral Kinkaids Flugzeugen verlassen zu haben, wodurch er seine Boote auf falschen Positionen aufgestellt hatte.
Die neue Strategie Japans, Öl nun auf Frachtern und Kriegsschiffen zu transportieren, erwies sich als Erfolg und sorgte dafür, dass die Ölimporte im ersten Quartal des Jahres 1945 höher lagen als jene im vierten Quartal 1944. Im Verlauf des Februars gelang es den alliierten U-Booten jedoch, auch die meisten der in Südostasien operierenden japanischen Frachtschiffe zu versenken, wodurch der Ölimport aus diesen Gebieten im März vollkommen eingestellt wurde. Nach dem Abzug der Abschlussstreitmacht waren die Schweren Kreuzer Ashigara und Haguro sowie der Leichte Kreuzer Isuzu die einzigen einsatzfähigen Großkampfschiffe der Kaiserlich Japanischen Marine im Gebiet Südostasiens. Alle Schiffe, unterstützt durch einige Zerstörer, waren im Hafen von Singapur stationiert; diese Einheiten versuchten den Durchbruch nach Japan nun nicht mehr und wurden alle zwischen April und Juni 1945 von feindlichen Luftangriffen und U-Booten versenkt.
Aufgrund von Treibstoffknappheit liefen die Hyūga und die Ise nicht mehr vom Hafen Kure aus und wurden für die restliche Kriegsdauer dazu eingesetzt, die Luftabwehrkapazität Kures gegen die angreifenden amerikanischen Flugzeuge zu verstärken. Beide Großkampfschiffe wurden jedoch während der besonders heftigen alliierten Luftangriffe im Juni 1945 versenkt. Die Ōyodo, welche seit ihrer Ankunft im Februar zur Rekrutenausbildung im Hafen von Kure eingesetzt worden war, wurde ebenfalls während dieser Luftangriffe am 28. Juli versenkt. Auch die drei begleitenden Zerstörer der Abschlussstreitmacht erlebten das Kriegsende nicht mehr. Die Asashimo und die Kasumi wurden am 6. April durch amerikanische Luftangriffe versenkt, als sie das Schlachtschiff Yamato während der Operation Ten-gō in Richtung Okinawa begleiteten, und die Hatsushimo sank nach einem Minentreffer nahe dem japanischen Hafen von Maizuru am 30. Juli.